# Катерина Сфорца
Катерина Сфорца (італ. Caterina Sforza; 1463, Мілан, Італія — 28 травня 1509, Флоренція, Італія) — італійська аристократка, графиня Форлі та володарка Імоли. Прославилася красою, сміливістю та відчайдушністю, зокрема у протистоянні з Чезаре Борджіа. Бабуся Козімо I Медічі, першого великого герцога Тоскани. Авторка книги рецептів у галузі хімії (алхімії), медицини та фармацевтики.

## Життєпис
Катерина Сфорца належить до роду Сфорца — однієї з найвизначніших італійських родин доби Відродження, яка у 1450—1535 рр. (з перервами) керувала Міланом. Катерина була онучкою Франческо I Сфорци (1401—1466) — першого герцога Міланського (1450—1466) з дому Сфорца, та позашлюбною донькою його найстаршого сина і спадкоємця Галеаццо Марії Сфорци (1444—1476), герцога Міланського (1466—1476), від його стосунків із Лукрецією Ландріано. Катерина разом зі своїми законними братами і сестрами росла в герцогському палаці.
1472 р. вона вийшла заміж за племінника, а можливо також і сина папи Сікста IV, Джіроламо Ріаріо. У цьому шлюбі народилося шестеро дітей. Ріаріо помер на очах у дружини під час бунту в 1488 р. Майже така сама доля спіткала і її другого чоловіка Джакомо Фео, з яким вона обвінчалася таємно, бо він не був знатного роду. Катерина жорстоко відомстила за смерть другого чоловіка, вирізавши сім"ї всіх, хто хоч якось був пов'язаний зі змовниками. Третім чоловіком Катерини став Джованні Медічі.
Німецька історикиня Маґдалена Зост у книзі «Катерина Сфорца — це Мона Ліза. Історія одного відкриття» (Soest Magdalena: Caterina Sforza ist Mona Lisa. Die Geschichte einer Entdeckung) висунула гіпотезу, що Леонардо да Вінчі змалював свою «Мону Лізу» саме з Катерини Сфорци. На думку авторки, Сфорца відповідає всім історико-мистецьким критеріям, аби бути моделлю Леонардо.